# 1140
1140 (MCXL) a fost un an bisect al calendarului iulian.

## Evenimente
- 22 februarie: Tratatul de la Carrion. Este semnat între Castilia și Aragon, în virtutea căruia se reia "Reconquista": castilienii atacă pe musulmani de-a lungul râului Duero, iar Aragonul și Navarra ating Ebrul.
- 4 mai: Emirul de Mosul, Zengi, este nevoit de către armata cruciată care se apropia, să ridice asediul asupra Damascului; respins din Siria, Zengi se retrage la Mosul, unde luptă împotriva ortoqizilor și a kurzilor din regiune.
- 14 octombrie: Este întemeiat episcopatul de Wolin în Pomerania occidentală, Adalbert fiind primul său episcop.
- 21 decembrie: Împăratul Conrad al III-lea de Hohenstaufen asediază Winsberg, fief al Welfilor, pe care îi înfrânge.

### Nedatate
- martie: Asediat de Zengi, atabegul de Mosul, vizirul Mu'in ad-Din Unur trimite o ambasadă la regele Foulque al Ierusalimului, solicitându-i sprijinul; în urma tratatului încheiat, fortăreața Panyas este cedată cruciaților.
- Este întemeiat orașul german Marburg.
- Fiul regelui Roger al II-lea al Siciliei, Alphonse de Capua încheie cucerirea regiunii munților Abruzzi.
- Lanark este proclamat oraș regal de către regele David I al Scoției.
- Normanzii din sudul Italiei cuceresc Gaeta.
- Ospitalierii devin ordin militar.
- Regele Roger al II-lea al Siciliei promulgă asizele din Ariano.

## Arte, științe, literatură și filozofie
- 3 iunie: Filosoful francez Pierre Abelard este acuzat de erezie de către un tribunal ecleziastic din Sens, condus de Bernard de Clairvaux, iar filosofia sa raționalistă este condamnată; filosoful se retrage la Cluny.
- 9 iunie: Este consacrată fațada apuseană a basilicii Saint-Denis, sub abatele Suger.
- Călugărul Grațian din Bologna, membru al ordinului camaldulens publică Decretum Gratiani (Concordia discordantium canonum), fondând dreptul canonic.
- Este întemeiată mănăstirea Sf. Kiril de Dorogojici, din Kiev.
- John de Worcester realizează o copie a „Cronicii anglo-saxone”.
- Regele Roger al II-lea al Siciliei trece practica medicinei sub control regal.
- Se întemeiază catedrala Sf. Treimi din Bristol, în Anglia.

## Înscăunări
- 29 martie: Mujir ad-Din Abaq, atabeg de Damasc, din dinastia burizilor (1140-1154).
- Henric I Jasomirgott, conte palatin de Rin.

## Nașteri
- 28 mai: Xin Qiji, poet chinez (d. 1207).
- Alexios al V-lea, împărat al Bizanțului (d. 1205).
- Conrad de Monferrato (d. 1192).
- Esugei, militar mongol (d. 1177).
- Guillem de Ribes, trubadur spaniol (d. ?)
- Joao Soares de Paiva, trubadur portughez (d. ?)
- Manfred al II-lea, marchiz de Saluzzo (d. 1215).
- Mihail Choniates, scriitor bizantin (d. 1220).
- Peire Vidal, trubadur francez (d. 1205).
- Raimbaut d'Aurenga, trubadur francez (d. 1173).
- Ramon Berengar al II-lea, conte de Provence (d. 1166).
- Raymond al III-lea, conte cruciat de Tripoli (d. 1187).
- Simon al II-lea, conte de Lorena (d. 1207).

## Decese
- 14 februarie: Leon I, principe al Armeniei (n. ?)
- 16 septembrie: Vulgrin al II-lea, conte de Angouleme (n. ?)